# Rileya canalicoxa
Rileya canalicoxa är en stekelart som beskrevs av Subba Rao 1978. Rileya canalicoxa ingår i släktet Rileya och familjen kragglanssteklar. Inga underarter finns listade i Catalogue of Life.